# فريدريش نيكولاوس برونز
فريدريش نيكولاوس برونز (بالألمانية: Friedrich Nicolaus Bruhns)‏ (و. 1637 – 1718 م) هو ملحن ألماني، ولد في شلسفيغ، توفي في هامبورغ، عن عمر يناهز 81 عاماً.